# المنفذ العدل
المُنَفِذ العَدل
هو الشخص المسؤول عن مديرية التنفيذ، وتقوم هذه المديرية باداء المهام المناطة بها من قبل الشُعَب والوحدات المؤلفة لها.

## نبذة تأريخية
ان دوائر التنفيذ كانت موجودة منذ العهد العثماني ويطلق عليها دوائر الإجراء، وتعمل بقانون الاجراء العثماني واستمر العمل بهذا القانون حتى إبان الاحتلال البريطاني للعراق ولكن أصبحت تشكيلاته محددة ويتعامل مع القرارات التي يصدرها القضاء. وفي عام 1957 م، صدر قانون رقم (30) الذي تم بموجبه استبدال دائرة الاجراء وسميت دائرة التنفيذ، ويكون عملها في محاكم البداءة، وغالبا مايكون قاضي محكمة البداءة هو قاضي التنفيذ، وتعمل ضمن مؤسسات وزارة العدل العراقية، ولكن بقيت هناك مشاكل في استحصال الدَّين من المَدين، حتى صدر قانون التنفيذ رقم (45) لسنة 1980م، والذي وضع السبل الكفيلة لمعالجة تلك المشاكل التي كانت موجودة في القوانين السابقة.

## اجراءات التنفيذ
تتم إجراءات تنفيذ الاحكام بطريقين هما:
- التنفيذ الرضائي
- التنفيذ الجبري[5]

## طرق الطعن
يكون قرار المنفذ العدل قابلا للطعن فيه بطريقين هما:
- التظلم من القرار
- التمييز[7]

## انظر ايضاً
- السند التنفيذي في القانون المصري
- قسمة الغرماء